# Friedrich Caspers
Friedrich Caspers (* 9. Dezember 1951 in Velbert) ist ein deutscher Manager.

## Leben
Nach dem Abitur 1970 an der Höheren Handelsschule Essen wurde er von 1971 bis 1972 zum Reserveoffizier der Bundeswehr ausgebildet. Von 1973 bis 1978 studierte er Betriebswirtschaftslehre an der Westfälischen Wilhelms-Universität in Münster. Danach war er wissenschaftlicher Mitarbeiter am Institut für industrielle Unternehmensforschung und wurde 1982 bei Dietrich Adam zum Dr. rer. pol. promoviert. Von 1983 bis 1987 arbeitete er bei der Unternehmensberatung McKinsey & Company. Danach wechselte er zur Allianz, wo er von 1995 bis 2001 Vorstandsmitglied war. Im Januar 2006 wurde er in den Vorstand der R+V Versicherung gewählt. Dort war er von Mai 2006 bis Ende 2016 Vorstandsvorsitzender. Er gehört dem Präsidium des Gesamtverbandes der Deutschen Versicherungswirtschaft an.